# Pileolaria ovata
Pileolaria ovata är en ringmaskart som beskrevs av Vine 1972. Pileolaria ovata ingår i släktet Pileolaria och familjen Serpulidae. Inga underarter finns listade i Catalogue of Life.